# 917
Раннє Середньовіччя •  Епоха вікінгів •  Золота доба ісламу •  Реконкіста

## Геополітична ситуація
У Візантії продовжується правління Костянтина VII Багрянородного. Італійським королівством правив римський імператор Беренгар I,
Західним Франкським королівством — Карл III Простакуватий, Східним Франкським королівством — Конрад I, Бургундією — Людовик III Сліпий.
Північ Італії належить Італійському королівству під владою франків, середню частину займає Папська область, герцогства на південь від Римської області незалежні, деякі області на півночі та на півдні належать Візантії, інші окупували сарацини. Південь Піренейського півострова займає Кордовський емірат, в якому править Абд Ар-Рахман III. Північну частину півострова займають королівство Астурія і об'єднане королівство Галісії та Леону під правлінням Ордоньйо I.
Північну частину Англії захопили дани, на півдні править Вессекс, яких очолює Едвард Старший.
Існують слов'янські держави: Перше Болгарське царство, де править Симеон I, Богемія, Моравія, Приморська Хорватія, Київська Русь, де править Ігор. Паннонію окупували мадяри.
Аббасидський халіфат очолює аль-Муктадір, в Іфрикії владу утримують Фатіміди, в Середній Азії — Саманіди. У Китаї триває період п'яти династій і десяти держав. Значними державами Індії є Пала, держава Раштракутів, Пратіхара, Чола. В Японії триває період Хей'ан. На північ від Каспійського та Азовського морів існує Хозарський каганат.
Територію лісостепової України займає Київська Русь. У Північному Причорномор'ї співіснують різні кочові племена, зокрема печеніги, хозари, алани, кримські готи. Херсонес Таврійський належить Візантії.

## Події

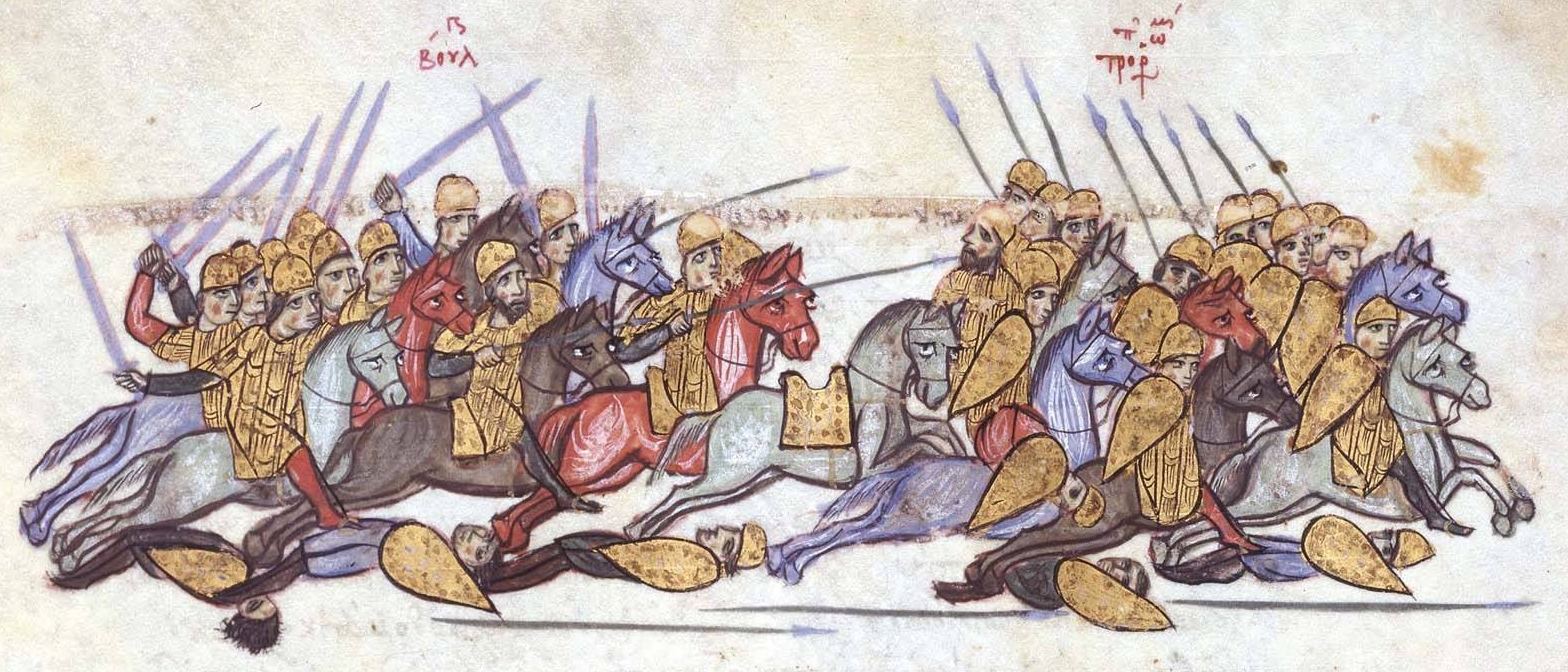
Битва при Ахелой

- Наступ Візантії на Болгарію завершився поразкою під містом Ахілой. Болгари знову стали загрожувати Константинополю.
- Візантійське посольство прибуло в Багдад і домовилося про обмін полоненими із Аббасидським халіфатом.
- Король Вессексу Едвард Старший продовжував успішний наступ на територію, окуповану данами. До кінця року йому здалося все військо Східної Англії.
- На півдні Китаю виникла держава Велика Юе, пізніше перейменована в Південну Хань. Її очолив Лю Янь.
- Мадяри продовжували плюндрувати Ельзас і Лотарингію, спалили Базель.